# Каратобинський район
Каратоби́нський район (каз. Қаратөбе ауданы, рос. Каратобинский район) — адміністративна одиниця у складі Західноказахстанської області Казахстану. Адміністративний центр — село Каратобе.

## Населення
Населення — 13629 осіб (2021; 16879 у 2009, 21115 у 1999, 22054 у 1989).

## Склад
До складу району входять 8 сільських округів:
| Поселення                       | Площа, км² | Населення, осіб (1989) | Населення, осіб (1999) | Населення, осіб (2009) | Населення, осіб (2021) | Центр      | Населені пункти |
| ------------------------------- | ---------- | ---------------------- | ---------------------- | ---------------------- | ---------------------- | ---------- | --------------- |
| Аккозинський сільський округ    | -          | 2008                   | 1692                   | 1088                   | 740                    | Коржин     | 4               |
| Єгіндикольський сільський округ | -          | 2923                   | 2878                   | 1752                   | 813                    | Єгендиколь | 2               |
| Жусандойський сільський округ   | -          | 1890                   | 1825                   | 1464                   | 1049                   | Жусандой   | 2               |
| Каракульський сільський округ   | -          | 1604                   | 1342                   | 1011                   | 729                    | Актай      | 2               |
| Каратобинський сільський округ  | -          | 6249                   | 6256                   | 5465                   | 6002                   | Каратобе   | 4               |
| Коскольський сільський округ    | -          | 1798                   | 1852                   | 1471                   | 946                    | Косколь    | 2               |
| Саралжинський сільський округ   | -          | 2139                   | 2098                   | 1750                   | 1473                   | Каракамис  | 2               |
| Суликольський сільський округ   | -          | 3443                   | 3172                   | 2578                   | 1877                   | Суликоль   | 4               |

## Найбільші населені пункти
Населені пункти з чисельністю населення понад 1000 осіб:
| № | Населений пункт | Населення, осіб (1989) | Населення, осіб (1999) | Населення, осіб (2009) | Населення, осіб (2021) |
| - | --------------- | ---------------------- | ---------------------- | ---------------------- | ---------------------- |
| 1 | Каратобе        | 3378                   | 3652                   | 3434                   | 4106                   |
| 2 | Каракамис       | 1010                   | 1663                   | 1415                   | 1190                   |
| 3 | Суликоль        | 1962                   | 1790                   | 1446                   | 1108                   |

## Транспорт
Дороги районного значення:
| Індекс   | Назва                     | Довжина, км |
| -------- | ------------------------- | ----------- |
| KL-KR-1  | Каратобе — Каракамис      | 59          |
| KL-KR-2  | Каратобе — Суликоль       | 27          |
| KL-KR-3  | під'їзд до села Шоптиколь | 2           |
| KL-KR-4  | Каратобе — Актай          | 34          |
| KL-KR-5  | під'їзд до села Коржин    | 11          |
| KL-KR-6  | під'їзд до села Сонали    | 0,3         |
| KL-KR-7  | під'їзд до села Ушагаш    | 0,2         |
| KL-KR-8  | Суликоль — Ушана — Толен  | 43          |
| KL-KR-9  | під'їзд до села Бесоба    | 1           |
| KL-KR-10 | під'їзд до села Алаколь   | 2           |
| KL-KR-11 | під'їзд до села Сауле     | 0,2         |
| KL-KR-12 | під'їзд до села Шалгин    | 12          |
| KL-KR-13 | Жусандой — Ханколь        | 51          |
| KL-KR-14 | Косколь — Єгендиколь      | 26          |